# Мус-Лейк (город, Миннесота)
Мус-Лейк (англ. Moose Lake) — город в округе Карлтон, штат Миннесота, США. На площади 8,1 км² (7,1 км² — суша, 1 км² — вода), согласно переписи 2002 года, проживают 2239 человек. Плотность населения составляет 313,2 чел./км².
- Телефонный код города — 218
- Почтовый индекс — 55767
- FIPS-код города — 27-43954[1]
- GNIS-идентификатор — 0648082[2]

Город является одним из мест действия в мультфильме Рио.